# Antonio Cueva
Antonio Cueva fue un político peruano. 
Fue diputado de la República del Perú por las provincias de Aymaraes y Cusco entre 1845 y 1849 durante el primer gobierno de Ramón Castilla. 